# يوجينة أليفة الرمال
أوجينيا أليفة الرمال (الاسم العلمي:Eugenia arenicola) هي نوع من النباتات تتبع جنس الأوجينيا من فصيلة الآسية.